# Лю Сун

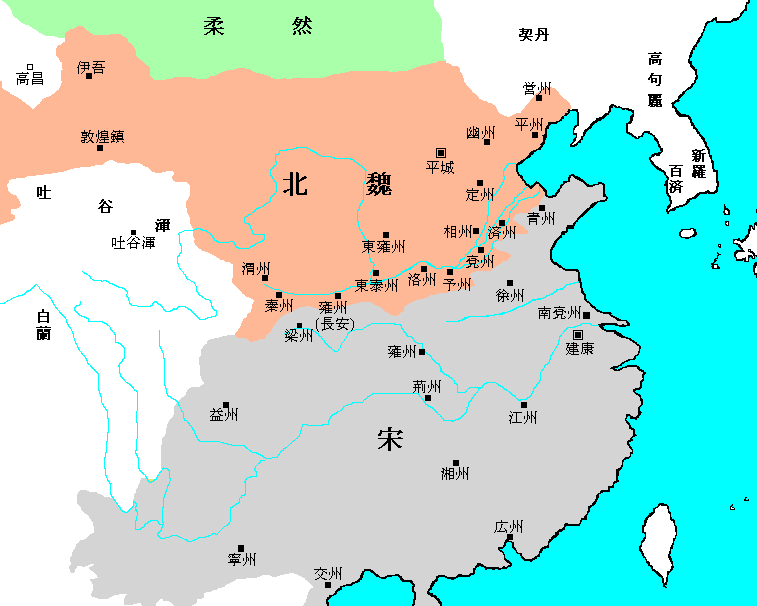
Південна Сун виділена сірим.

Південна Сун або Лю Сун (кит.: 南朝宋, 劉宋) — китайська династія в Південному Китаї, що проіснувала в 420–479 роках.
Заснована полководцем держави Східна Цзінь, Лю Юєм (劉裕), який проголосив себе імператором нової династії. Його соратником був відомий вчений Хе Чентянь.
479 року останній імператор Шунь-ді (順) (Лю Чжунь) був позбавлений влади чиновником Даоченем, представником роду Сяо, який проголосив династію Південна Ці.

## Культура
У цей період продовжують свій розвиток літературні жанри, що розвинулися за часів династії Цзінь. Відомою поетесою цього періоду є Бао Лінхуей. Багато зробив для розвитку прозорової літератури представник імператорської династії Лю Іцін. Також з'являються нові напрямки у живопису. наприкінці існування династії починає творити художник Лу Таньвей.

## Імператори
| Посмертне ім'я                                             | Особисте ім'я             | Роки правління | Девіз і роки правління                                           |
| ---------------------------------------------------------- | ------------------------- | -------------- | ---------------------------------------------------------------- |
| У-ді 武帝 Wǔdì                                             | Лю Юй 劉裕 Liǔ Yù         | 420—422        | - Юнчу (永初 Yǒngchū) 420—422                                    |
| Шао-ді 少帝 Shàodì                                         | Лю іфу 劉義符 Liǔ Yìfú    | 423—424        | - Цзінпін (景平 Jǐngpíng) 423—424                                |
| Вень-ді 文帝 Wéndì                                         | Лю ілун 劉義隆 Liǔ Yìlóng | 424—453        | - Юаньцзя (元嘉 Yuánjiā) 424—453                                 |
| Сяо У-ді 孝武帝 Xiāowǔdì                                   | Лю Цзюнь 劉駿 Liǔ Jùn     | 454—464        | - Сяоцзянь (元嘉 Xiāojiàn) 454—456 - Дамін (大明 Dàmíng) 457—464 |
| Цянь Фей-ді 前廢帝 Qiánfèidì                               | Лю Цзие 劉子業 Liǔ Ziyè   | 465            | - Юнгуан (永光 Yǒngguāng) 465 - Цзінхе (景和 Jǐnghé) 465         |
| Мін-ді 明帝 Míngdì                                         | Лю Юй 劉彧 Liǔ Yù         | 465—472        | - Тайші (泰始 Tàishǐ) 465—471 - Тайюй (泰豫 Tàiyù) 472           |
| Хоу Фей-ді 後廢帝 Hòufèidì або Цан У-ван 蒼梧王 Cāngwúwáng | Лю Юй 劉昱 Liǔ Yù         | 473—477        | - Юаньхуей (元徽 Yuánhūi) 473—477                                |
| Шунь-ді 順帝 Shùndì                                        | Лю Чжунь 劉準 Liǔ Zhǔn    | 477—479        | - Шенмін (昇明 Shēngmíng) 477—479                                |